# Seikoku no Dragonar
Seikoku no Dragonar (星刻の竜騎士, せいこくのドラグナー) là loạt light novel do Mizuchi Shiki thực hiện với sự minh họa của Shimesaba Kohada và Media Factory lo việc phát hành với nhãn MF Bunko J từ ngày 25 tháng 6 năm 2010 thẳng thành các bunkobon chứ không đăng trên tạp chí. Cốt truyện xoay quanh Ash Blake tại trường huấn luyện hiệp sĩ rồng nơi mọi người lập liên kết với những con rồng và huấn luyện với chúng. Tuy nhiên Ash lại không con rồng nào dù có bằng chứng là anh chàng có liên kết với rồng, sau nhiều rắc rối con rồng của Ash cũng xuất hiện nhưng trong hình dáng một cô gái và việc này làm cuộc sống của anh chàng càng rắc rối hơn nữa.
Tác phẩm đã được chuyển thể thành các loại hình truyền thông khác như manga, drama CD, anime. C-Station đã thực hiện chuyển thể anime và phát sóng tại Nhật Bản từ ngày 05 tháng 4 đến ngày 21 tháng 6 năm 2014.

## Truyền thông

### Light novel
Mizuchi Shiki thực hiện loạt light novel với sự minh họa của Shimesaba Kohada và Media Factory lo việc phát hành với nhãn MF Bunko J từ ngày 25 tháng 6 năm 2010 thẳng thành các bunkobon chứ không đăng trên tạp chí. Tính đến ngày 25 tháng 11 năm 2015 thì đã có 20 tập được phát hành. Tong Li Publishing đã đăng ký bản quyền phiên bản phát hành tại Đài Loan.

### Manga
Ran đã thực hiện chuyển thể manga của tác phẩm và đăng trên tạp chí Monthly Comic Alive của Media Factory từ tháng 6 năm 2011. Media Factory sau đó đã tập hợp các chương lại và phát hành thành các tankōbon, tính đến tháng 8 năm 2015 thì đã có 10 tập được phát hành.

### Drama CD
Media Factory đã thực hiện và phát hành một đĩa drama CD của tác phẩm vào ngày 24 tháng 10 năm 2012.

### Anime
C-Station đã thực hiện chuyển thể anime của tác phẩm và phát sóng tại Nhật Bản từ ngày ngày 05 tháng 4 đến ngày 21 tháng 6 năm 2014 với 12 tập trên kênh AT-X và phát lại trên các kênh Tokyo MX, MBS, TVA, BS11. FUNimation Entertainment đã đăng ký bản quyền phiên bản tiếng Anh của bộ anime để tiến hành phân phối tại thị trường Bắc Mỹ.

### Âm nhạc
Bộ anime có 2 bài hát chủ đề, 1 mở đầu và 1 kết thúc. Bài mát mở đầu có tên Seiken Nante Iranai (聖剣なんていらない) do Sakakibara Yui trình bày, đĩa đơn chứa bài hát đã phát hành vào ngày 14 tháng 5 năm 2014. Bài hát kết thúc là bài MOST Ijou no "MOSTEST" (MOST以上の"MOSTEST") do các nhân vật trình bày với các phiên bản khác nhau, đĩa đơn chứa bài hát cũng đã phát hành vào ngày 14 tháng 5 năm 2014.
| Seiken Nante Iranai (聖剣なんていらない) | Seiken Nante Iranai (聖剣なんていらない)                                 | Seiken Nante Iranai (聖剣なんていらない) |
| STT                                      | Nhan đề                                                                  | Thời lượng                               |
| ---------------------------------------- | ------------------------------------------------------------------------ | ---------------------------------------- |
| 1.                                       | "Seiken Nante Iranai (聖剣なんていらない)"                               | 4:03                                     |
| 2.                                       | "Struve (シュトルーフェ)"                                                | 5:01                                     |
| 3.                                       | "Seiken Nante Iranai <Instrumental> (聖剣なんていらない <Instrumental>)" | 4:02                                     |
| 4.                                       | "Struve <Instrumental> (シュトルーフェ <Instrumental>)"                  | 5:03                                     |
| Tổng thời lượng:                         | Tổng thời lượng:                                                         | 18:09                                    |

| MOST Ijou no "MOSTEST" (MOST以上の"MOSTEST") | MOST Ijou no "MOSTEST" (MOST以上の"MOSTEST") | MOST Ijou no "MOSTEST" (MOST以上の"MOSTEST") |
| STT                                          | Nhan đề | Thời lượng                                   |
| -------------------------------------------- | --- | -------------------------------------------- |
| 1.                                           | "MOST Ijou no "MOSTEST" Eco (cv:Ise Mariya), Silvia (cv:Sakura Ayane), Rebecca (cv:Inoue Marina) Ver. (MOST以上の"MOSTEST" エーコ(cv:伊瀬茉莉也)・シルヴィア(cv:佐倉綾音)・レベッカ(cv:井上麻里奈) Ver.)" | 3:25                                         |
| 2.                                           | "MOST Ijou no "MOSTEST" Anya (cv:Shimoda Asami), Jessica (cv:Hanazawa Kana), Lucca (cv:Ogame Asuka) Ver. (MOST以上の"MOSTEST" アーニャ(cv:下田麻美)・ジェシカ(cv:花澤香菜)・ルッカ(cv:大亀あすか) Ver.)"  | 3:26                                         |
| 3.                                           | "MOST Ijou no "MOSTEST" (Instrumental) (MOST以上の"MOSTEST" (Instrumental))" | 3:28                                         |
| Tổng thời lượng:                             | Tổng thời lượng: | 10:19                                        |